# گورپشته کشیده

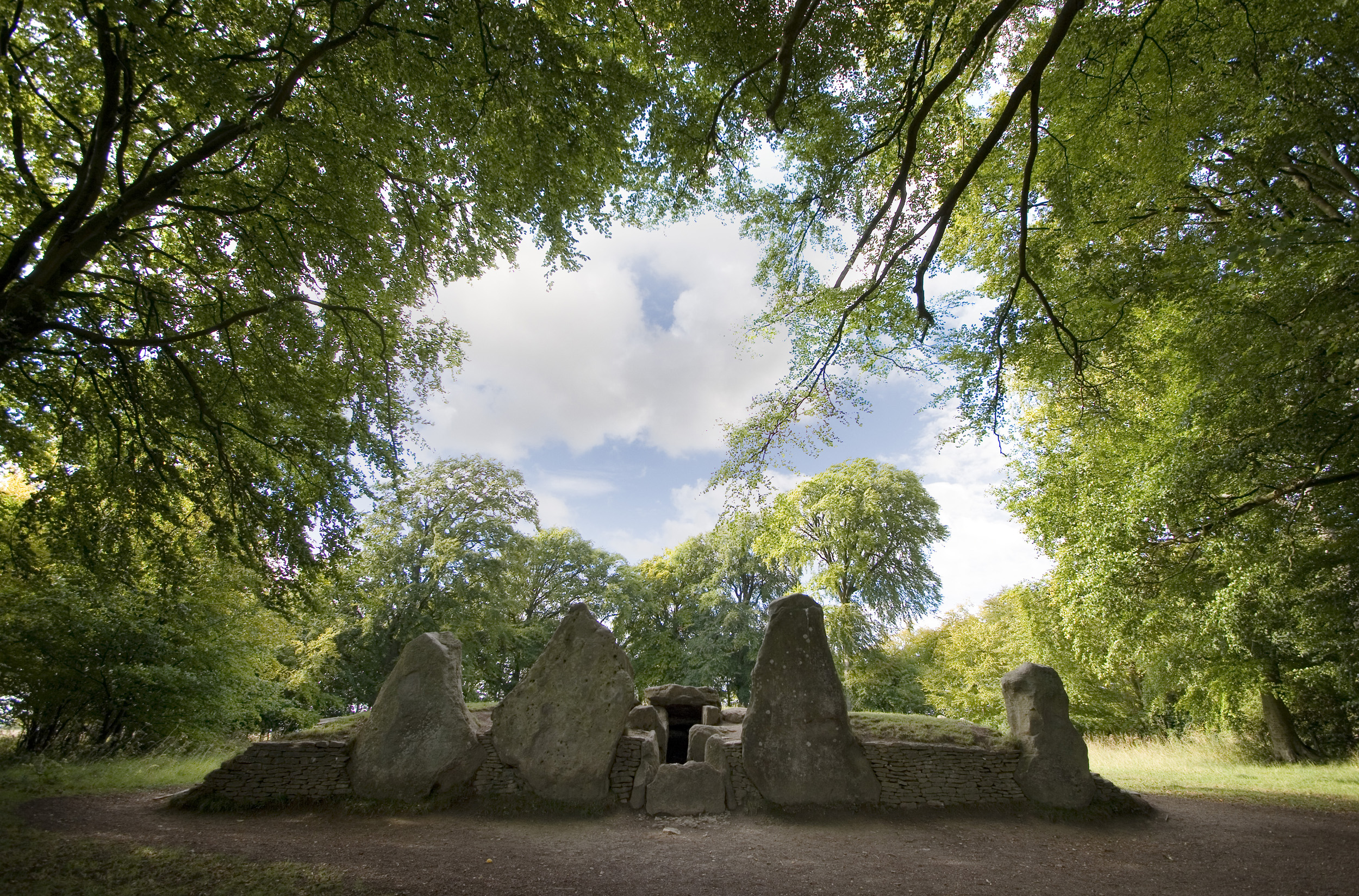
گورپشته کشیده‌ای در نزدیکی اففینگتون، آکسفوردشر

گورپشتهٔ کشیده (انگلیسی: Long barrow) نوعی سازهٔ یادمانی بود که در اوایل دوران نوسنگی (حدود هزارهٔ پنجم و چهارم پیش از میلاد) در سراسر اروپای غربی ساخته می‌شد. جنس گورپشته‌های کشیده معمولاً از خاک بود ولی گاه از چوب یا سنگ در ساخت آن‌ها استفاده شده. این سازه‌ها شامل یک گورپشتهٔ خاکی بودند و از آنجا که در آنها بقایای انسانی پیدا شده، به نظر باستان‌شناسان کاربرد آرامگاهی داشته‌اند، ولی مواردی هم هست که به وضوح این کاربرد را نداشته‌است.